# سان اغناسيو دي فيلاسكو
سان اغناسيو دي فيلاسكو هي مدينة، في بوليفيا، تقع في San Ignacio de Velasco Municipality ‏، بلغ عدد سكانها 23,569 نسمة.

## أعلام
- موديستو سوروكو
- فابيانا هورتادو